# Севериновка (Бучанский район)
Севериновка (укр. Северинівка) — село, входит в Бучанский район Киевской области Украины.
Население по переписи 2001 года составляло 269 человек. Почтовый индекс — 08033. Телефонный код — 4578. Занимает площадь 0,06 км². Код КОАТУУ — 3222783204.